# Fredrik Hiller
Fredrik Andreas Hiller (Stockholm, 20 augustus 1970) is een Zweeds acteur, stemacteur, filmregisseur, filmproducent en scenarioschrijver.

## Biografie
Hiller studeerde van 1995 tot en met 1998 aan de Swedish National Academy of Mime and Acting in Stockholm.
Hiller begon in 1996 met acteren in de televisieserie Skilda världar, waarna hij nog meerdere rollen speelde in televisieseries en films.

## Filmografie

### Films
Uitgezonderd korte films.
- 2024 Gudstjänst - als Fredrik
- 2019 Eld & lågor - als Andersson
- 2018 Operation Ragnarök - als luitenant-kolonel Heinziger
- 2018 Ted - För kärlekens skull - als Rosberg
- 2014 American Burger - als dementerende slager
- 2012 Asterix & Obelix och britterna - als Zweedse stem van Asterix
- 2012 Madagaskar 3 - als Zweedse stem
- 2011 The Avengers: världens mäktigaste hjältar - als Zweedse stem
- 2010 Bröderna Karlsson - als Peter de beveiliger
- 2009 Psalm 21 - als Rättsläkaren
- 2008 Kärlek 3000 - als ??
- 2007 Beowulf - als Friese leider
- 2007 Råttatouille - als Zweedse stem
- 2007 Familjen Robinson - als Zweedse stem
- 2007 Shrek den tredje - als Zweedse stem
- 2006 Cuppen - als Nilsson
- 2005 Keizer Kuzco 2: King Kronk - als Zweedse stem
- 2004 Shrek 2 - als Zweedse stem
- 2003 The Evil - als Evil
- 2003 Kommer du med mig då - als Erlands medhjälpare
- 2001 Beck – Pojken i glaskulan - als man met grill
- 2000 Keizer Kuzco - als Zweedse stem van Kronk
- 1999 Magnetisøren's femte vinter - als Bonde

### Televisieseries
Uitgezonderd eenmalige gastrollen.
- 2020 Vikings - als Jarl Thorkell - 3 afl.
- 2015 Arne Dahl: Mörkertal - als Markus Kilander - 2 afl.
- 2013 The Bridge - Marcus Stenberg - 5 afl.
- 2010 Våra vänners liv - als taxichauffeur - 2 afl.
- 2004-2005 Graven - als Anton - 3 afl.

### Filmregisseur
- 2017 Operation Ragnarök - film
- 2009 Psalm 21 - film

### Filmproducent/Scenarioschrijver
- 2017 Operation Ragnarök - film
- 2009 Psalm 21 - film

- Gemeinsame Normdatei: 1025252780
- Virtual International Authority File: 258013377